# Girls in Hawaii
Girls in Hawaii ist eine belgische Indie-Pop-Band.

## Geschichte
2000 fingen Antoine Wielemans und Lio Vancauwenberge an, mit einem 8-Spur-Aufnahmegerät Lieder aufzunehmen und ein paar Monate später gründeten sie die Band, indem sie ihre Brüder und zwei Freunde rekrutierten: Denis Wielemans, Brice Vancauwenberghe, Christophe Léonard und Daniel Offermann.
Im Mai 2002 unterschrieben sie bei 62TV Records und kurz darauf schrieb das französische Musikmagazin Magic über ihr erstes Demo: „Schlichtheit, Effizienz und Präzision nah an der Perfektion, viele Ideen, ihre Musik erinnert uns an Grandaddy, Blonde Redhead und sogar dEUS“.
November 2002 gewannen sie Studio Brussel’s Demopoll, ein Wettbewerb, bei dem die Zuhörer von Studio Brussel unter hunderten Bands ihr Lieblingsdemo auswählen.
Girls in Hawaii’s erste Veröffentlichung war Found in the Ground: The Winter EP Anfang 2003, worauf die Band durch Belgien und Frankreich tourte. In der Zwischenzeit begannen sie aufzunehmen, was ihre erste LP werden würde.
From Here to There wurde November 2003 in Belgien und im Frühjahr 2004 in Europa veröffentlicht. Das Album kam quer durch Europa gut an, wo die Band auf Promo-Tour ging: Belgien, Frankreich, Italien, Deutschland und Spanien. Später wurde das Album in Japan veröffentlicht, im Oktober 2005 veröffentlichte China Shop Music es in den USA. Die Band begann eine Tour an der Westküste der USA im April 2006.
Ihr zweites Album, Plan Your Escape wurde im Februar 2008 in Europa veröffentlicht. Produzent Jean Lamoot, der auch mit französischen Künstlern wie Noir Désir und Alain Bashung gearbeitet hat, nahm es in alten Häusern in den Ardennen auf. Das Album, komplexer und vielseitiger als das vorherige, beinhaltet zwölf Titel, darunter die erste Single, This Farm Will End Up in Fire. Mit dem Album tourte die Band 2008 durch Europa.
Im Februar 2009 wurde Not Here – eine Dokumentation über das Leben der Band auf der Tour – auf DVD veröffentlicht.
Am 30. Mai 2010 starb der 28 Jahre alte Schlagzeuger Denis Wielemans bei einem Autounfall in Brüssel.
2012 begann die Band an ihrem dritten Album, Everest, zu arbeiten. Das Album wurde im September 2013 veröffentlicht.

## Diskografie

### Alben
| Jahr | Titel Musiklabel                    | Höchstplatzierung, Gesamtwochen, AuszeichnungChartplatzierungen (Jahr, Titel, Musiklabel, Platzierungen, Wochen, Auszeichnungen, Anmerkungen) | Höchstplatzierung, Gesamtwochen, AuszeichnungChartplatzierungen (Jahr, Titel, Musiklabel, Platzierungen, Wochen, Auszeichnungen, Anmerkungen) | Höchstplatzierung, Gesamtwochen, AuszeichnungChartplatzierungen (Jahr, Titel, Musiklabel, Platzierungen, Wochen, Auszeichnungen, Anmerkungen) | Höchstplatzierung, Gesamtwochen, AuszeichnungChartplatzierungen (Jahr, Titel, Musiklabel, Platzierungen, Wochen, Auszeichnungen, Anmerkungen) | Anmerkungen                              |
| Jahr | Titel Musiklabel                    | BEF | BEW | FR | CH | Anmerkungen                              |
| ---- | ----------------------------------- | --- | --- | --- | --- | ---------------------------------------- |
| 2005 | From Here to There China Shop Music | — | BEW9 (94 Wo.)BEW | FR104 (12 Wo.)FR | — | Erstveröffentlichung: 25. Oktober 2005   |
| 2008 | Plan Your Escape 62TV               | BEF15 (8 Wo.)BEF | BEW2 (36 Wo.)BEW | FR40 (7 Wo.)FR | CH82 (1 Wo.)CH | Erstveröffentlichung: 19. Februar 2008   |
| 2013 | Everest 62TV                        | BEF5 (32 Wo.)BEF | BEW2 (59 Wo.)BEW | FR38 (5 Wo.)FR | CH88 (1 Wo.)CH | Erstveröffentlichung: 30. August 2013    |
| 2014 | Hello Strange 62TV                  | BEF114 (4 Wo.)BEF | BEW24 (15 Wo.)BEW | FR194 (1 Wo.)FR | — | Erstveröffentlichung: 14. November 2014  |
| 2017 | Nocturne 62TV                       | BEF22 (12 Wo.)BEF | BEW5 (37 Wo.)BEW | FR58 (2 Wo.)FR | — | Erstveröffentlichung: 29. September 2017 |

### EPs
- 2003: Found in the Ground: The Winter EP (62TV Records)
- 2014: Refuge (Naive (Indigo))

### Beiträge für Kompilationen
- 2007: Out on the Weekend in Sounds Eclectic: The Covers Project